# Crepuscolo di gloria (film 1942)
Crepuscolo di gloria (Rembrandt) è un film del 1942 diretto da Hans Steinhoff e basato sulla vita del pittore olandese Rembrandt Harmenszoon Van Rijn.

## Trama
Rembrandt van Rijn, pittore già affermato e rispettato da tutti, riceve da Frans Banning Cocq, capo della Corporazione degli archibugieri di Amsterdam, l'incarico di eseguire un dipinto del suo gruppo di sedici uomini. Rembrandt, ossessionato dal dipinto, che dovrà essere di grandi dimensioni, trascura sua moglie Saskia, ammalata. La donna, intanto, tramite il suo notaio destina il suo ingente patrimonio al marito dopo la sua morte. Una volta completato il quadro, i membri della corporazione rifiutano di pagarlo perché non si ritengono adeguatamente rappresentati ma, durante la disputa con la Corporazione, Rembrandt viene avvertito che Saskia sta per morire e deve tornare immediatamente a casa; il suo medico, il dottor Tulp, non può più fare nulla per lei. Il pittore cade in una profonda crisi.
La famiglia di Saskia è indignata per il testamento di Saskia e Rembrandt, depresso e in difficoltà economiche, si ritira presso suo fratello, mugnaio. Geertje, la sua governante, intanto si fa aiutare dalla più giovane Hendrickje Stoffels nella tenuta della casa mentre il mecenate Jan Six, di Ujlenburgh, si offre di aiutare Rembrandt acquistando le sue cambiali. Rembrandt invece, anziché pagare i debiti, acquista le opere di Hercules Pieterszoon Seghers, un artista di scarsa fortuna. Geertje vorrebbe posare nuda per Rembrandt, ma quando Rembrandt vuole dipingere anche Hendrickje, Geertje cerca di cacciare quest'ultima di casa. Hendrickje tuttavia rimane e Rembrandt invece caccia fuori di casa Geertje, inviperita. Presto si ripresenta alla porta di Rembrandt, accompagnata da suo fratello Piet, e cerca di ricattarlo con il ritratto di nudo. Hendrickje li respinge e rivela a Rembrandt di essere in attesa di un figlio da lui. Geertje e suo fratello non si arrendono e denunciano Rembrandt ed Hendrickje alla chiesa per concubinaggio. Hendrickje viene richiamata dal consiglio della chiesa per rispondere alle accuse e viene emarginata dagli abitanti di Amsterdam.
Quando vengono sequestrati i gioielli che Rembrandt aveva ereditato dalla moglie, Hendrickje li rivendica come suoi per cercare di salvarli dal sequestro. Il ricavato dell'asta di pignoramento non è sufficiente a coprire i debiti del pittore e quest'ultimo, citato in giudizio, prega Ujlenburgh, che sta vendendo i suoi dipinti con profitto, di avere pietà. La casa viene svuotata dai creditori mentre il pittore, inerte e rassegnato, continua a dipingere Hendrickje, incinta. Presto tuttavia la donna muore e il dottor Tulp consola il disperato Rembrandt, affermando che il destino gli ha imposto queste prove perché la sua vita non è fatta di splendore, ma di profondità.
Molti anni dopo, Rembrandt ritrova la sua Ronda di notte impolverata in una soffitta e si rende conto che la sua vita non è stata vana.

## Produzione
La sceneggiatura di Hans Steinhoff e Kurt Heuser è in parte basata sul romanzo Tra luce e buio di Valerian Tornius. Il film faceva parte di una serie di pellicole influenzate dal clima culturale dell'epoca, che incorporavano la propaganda di regime nella trama in modo sottile e allegorico. Spesso i personaggi storici venivano descritti come geni incompresi dai loro contemporanei, ma la cui grandezza sarebbe stata riconosciuta solo in seguito. Il film fu prodotto dalla Terra-Filmkunst GmbH (Berlin) (Herstellungsgruppe E. G. Techow). Venne girato dal 18 ottobre al dicembre 1941 in parte a Berlino, in parte ad Amsterdam.

## Distribuzione
Distribuito dalla Deutsche Filmvertriebs (DFV), uscì nelle sale cinematografiche tedesche il 19 giugno 1942, presentato in prima al Mercedes-Palast Neukölln di Berlino.